# 宮の陣駅

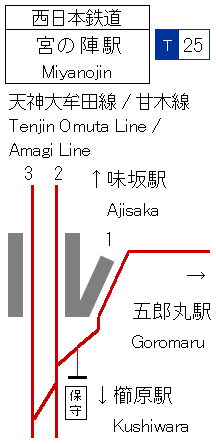
配線図

宮の陣駅（みやのじんえき）は、福岡県久留米市宮ノ陣五丁目にある西日本鉄道（西鉄）の駅。駅番号はT25。
急行列車が停車する。駅周辺の地名は宮ノ陣であるが、駅名は宮の陣である。

## 利用可能な鉄道路線
- 西日本鉄道
  - 天神大牟田線
  - 甘木線

## 歴史
- 1924年（大正13年）4月12日：開業。
- 1956年（昭和31年）12月1日：準急の後身のローカル急行が停車。
- 1959年（昭和34年）5月1日：ローカル急行を急行に置き換え、急行停車駅となる。
- 1962年（昭和37年）：駅舎改築。
- 1981年（昭和56年）
  - 3月27日：筑後川鉄橋架け替え工事に伴い、甘木線ホームを除き下流側に移転。甘木線は線内折り返し運転に変更。甘木線と接続するため午後の一部の特急が臨時に停車。
  - 5月12日：筑後川鉄橋架け替え工事竣工に伴い、甘木線電車の本線乗入れ再開。
- 2001年（平成13年）1月20日：平日朝に快速急行の運行を開始、停車駅となる（2010年3月27日廃止）。
- 2008年（平成20年）5月18日：ICカードnimoca供用開始。
- 2017年（平成29年）2月1日：駅ナンバリングを導入[2]。
- 2024年（令和6年）9月10日[要出典]：クレジットカードなどのタッチ決済実証実験を開始[3]。ただし利用可能時間は5時53分から終電までであるため[4]、タッチ決済で乗車できない列車がある。

## 駅構造
島式ホームと単式ホームを組み合わせた、2面3線の構造である。
甘木線が急カーブでほぼ直角に分岐するため、甘木線ホームは弓形に曲がり、ホームとドアの隙間が広い。注意喚起のため、その隙間の床に回転灯が設置され、列車が到着すると点滅する。
天神大牟田線は、相対式ホームとして2面2線を使用する。下りホーム（2番線）が甘木線ホーム（1番線）とつながっている。甘木線は1面1線を使用。ワンマン運転を行っているため、ホーム上にミラーがある。
| ホーム | 路線          | 方向 | 行先                     | 備考                                   |
| ------ | ------------- | ---- | ------------------------ | -------------------------------------- |
| 1      | ■甘木線       | -    | 本郷・甘木方面           | 甘木から久留米方面へ直通する列車も発着 |
| 2      | ■天神大牟田線 | 下り | 久留米・柳川・大牟田方面 |                                        |
| 3      | ■天神大牟田線 | 上り | 二日市・福岡（天神）方面 |                                        |

- 接近・通過・案内放送あり。

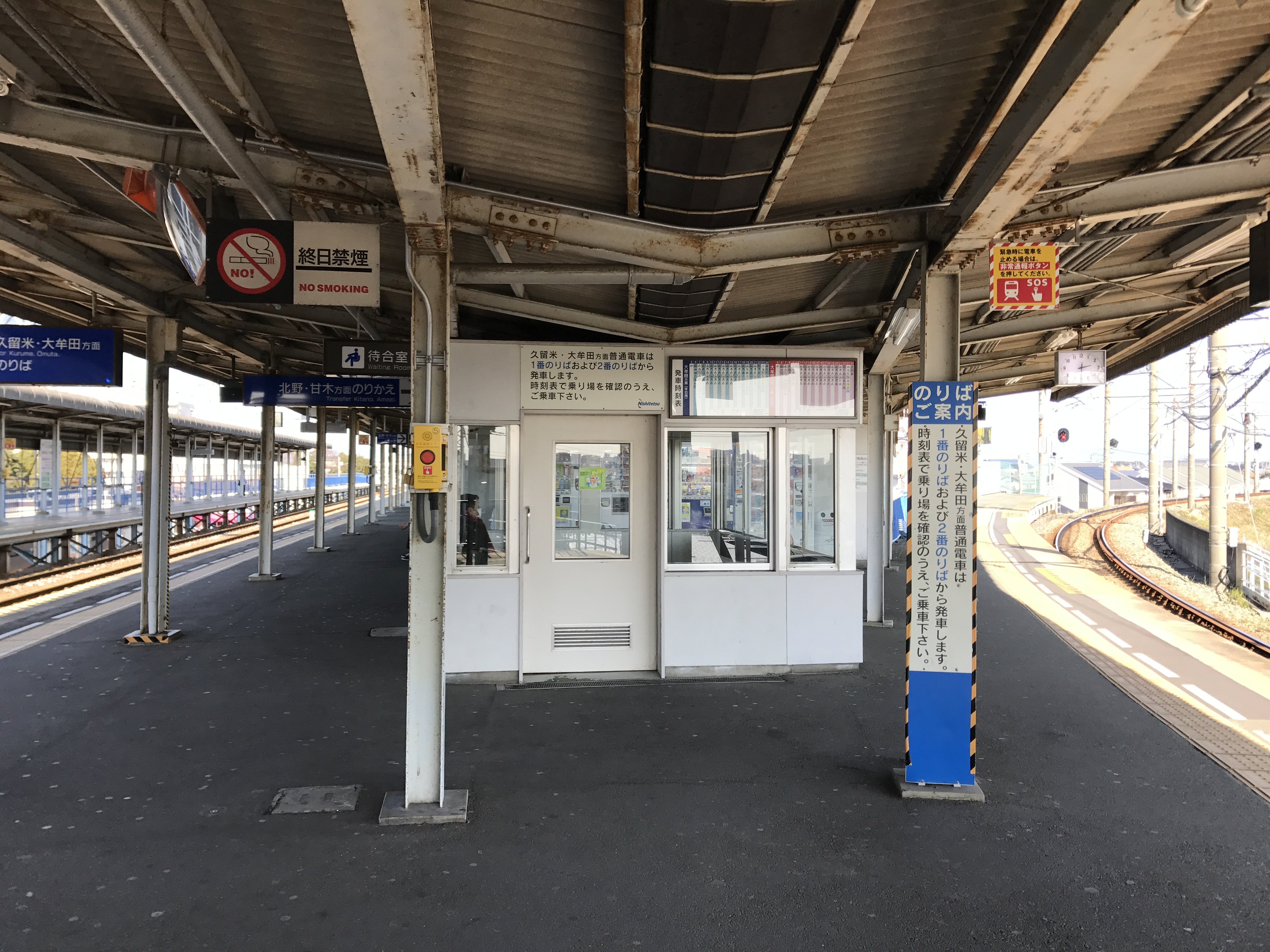
ホーム（1番・2番のりば（右へカーブするホームが1番のりば））
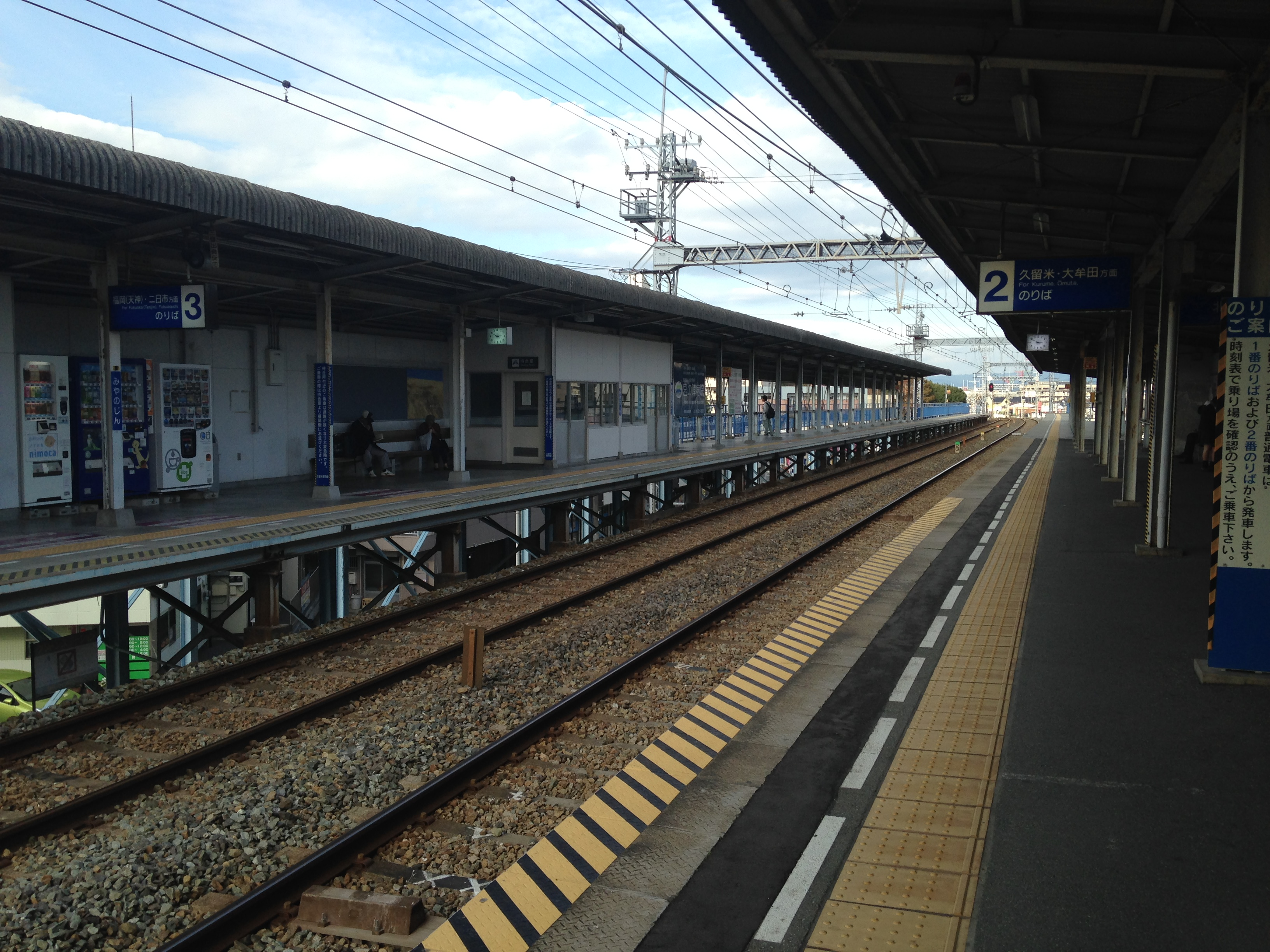
ホーム（2番・3番のりば）
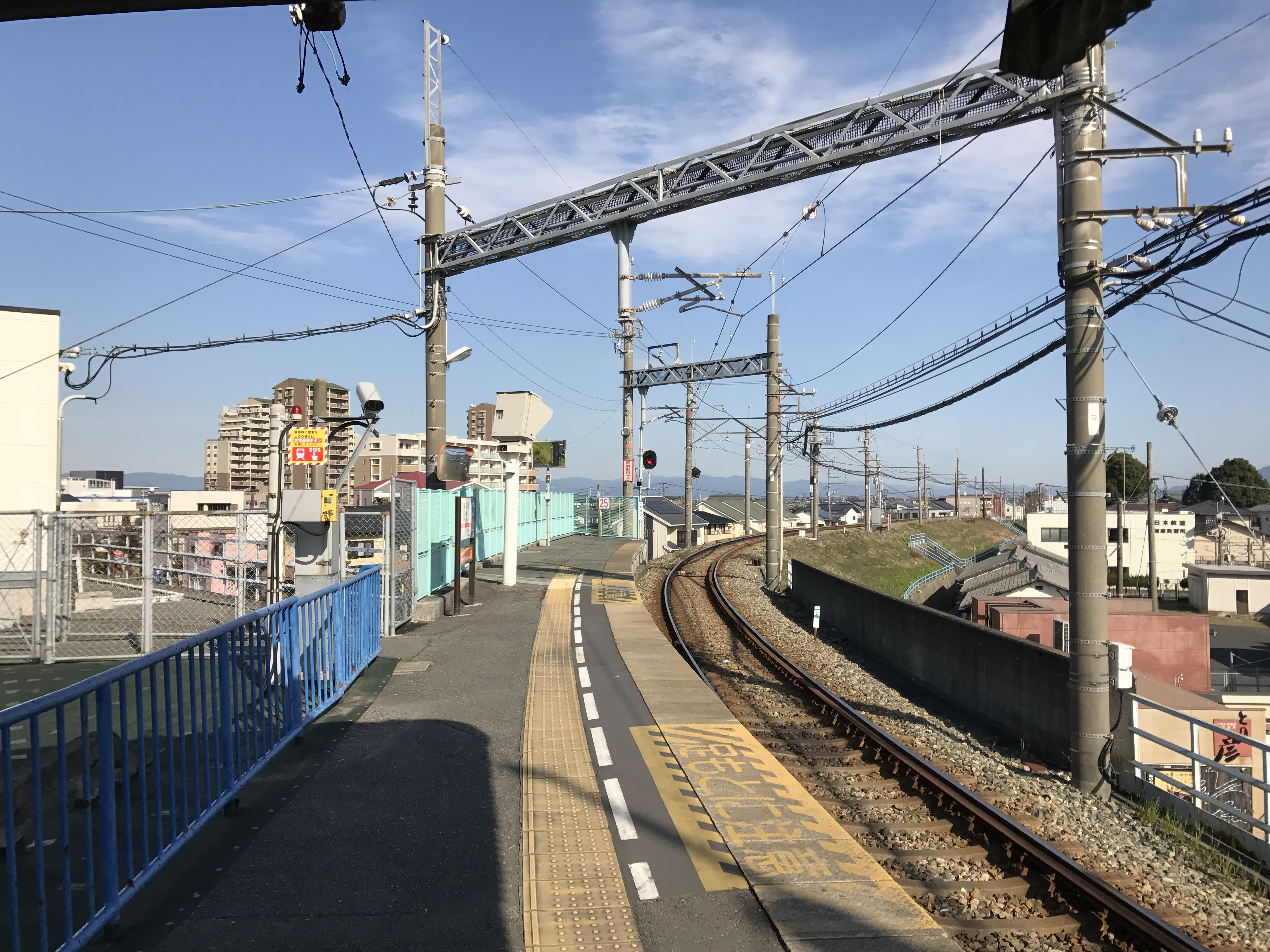
ホーム（1番のりばのホーム端を眺める）

## 利用状況
2022年度の1日平均乗降人員は2,066人である。早朝は窓口を閉鎖しているが、券売機と改札機は稼動している。各年度の1日平均乗車および乗降人員は下表のとおり。
| 年度   | 1日平均 乗車人員 | 1日平均 乗降人員 |
| ------ | ---------------- | ---------------- |
| 2007年 | 1,071            | 2,126            |
| 2008年 | 1,120            | 2,204            |
| 2009年 | 1,134            | 2,222            |
| 2010年 | 1,145            | 2,234            |
| 2011年 | 1,167            | 2,282            |
| 2012年 |                  | 2,273            |
| 2013年 | 1,189            | 2,335            |
| 2014年 | 1,148            | 2,250            |
| 2015年 | 1,150            | 2,261            |
| 2016年 | 1,132            | 2,232            |
| 2017年 | 1,112            | 2,194            |
| 2018年 | 1,112            | 2,184            |
| 2019年 | 1,068            | 2,107            |
| 2020年 |                  | 1,673            |
| 2021年 |                  | 1,837            |
| 2022年 |                  | 2,066            |

## 駅周辺
久留米市北部の筑後川北岸近くに位置しており、周辺部は住宅地となっている。駅の裏手を県道88号線が天神大牟田線に並行する形で通る。
- 宮ノ陣神社（懐良親王お手植えの「将軍梅」）
- 国分寺
- にしてつストア宮の陣店（駅前）
- 国道3号
- 福岡県道88号久留米小郡線
- 新宝満川
- 久留米工業高等専門学校
- 西日本鉄道電車教習所（動力車操縦者養成所）
- 九州地方整備局 九州技術事務所
- 丸星中華そばセンター本店

### バス路線
駅前に発着するバス路線はなし。駅西側約500mの国道3号線上に位置する久留米大橋バス停から久留米市中心部と鳥栖市を結ぶ西鉄バス佐賀の路線バスが運行されている。また、高速バス宮の陣停留場は直線距離でおよそ1.2Km離れており、五郎丸駅若しくは学校前駅が最寄り駅となる。
2007年3月29日までは社会実験として久留米市コミュニティバスの千歳エリア宮ノ陣ルートが毎週月曜、木曜に1日5往復試験運行されており、当駅から同路線のパークタウン広場前バス停まで徒歩3分の距離であったが、現在は運行終了している。

## 三井電気軌道（九州鉄道→西日本鉄道三井線）宮ノ陣停留場
- 1915年10月15日に開業した宮ノ陣停留場は、現在の宮の陣駅とは別の場所にあった軌道線上の停留場である。その後1948年に休止、1952年の廃止まで、西鉄三井線の停留場として当駅と共存していた。

## 隣の駅
西日本鉄道
■天神大牟田線
■特急
通過
■急行
西鉄小郡駅（T22） - 宮の陣駅（T25） - 西鉄久留米駅（T27）
■普通
味坂駅 （T24）- 宮の陣駅（T25） - 櫛原駅（T26）
■甘木線
■普通
（櫛原駅（T26） - ） 宮の陣駅（T25） - 五郎丸駅（A11）